# Pietro Bubani
Pietro Bubani (Bagnacavallo, 1 de outubro de 1806 — Bagnacavallo, 12 de agosto de 1888) foi um médico, botânico e explorador que se notabilizou no campo da flora dos Pirenéus. Foi um destacado patriota italiano, participando nos eventos que levaram à unificação italiana.

## Biografia
Pietro Bubani graduou-se em Medicina pela Università di Bologna no ano de 1829, mas exerceu a profissão médica apenas por breve período, dedicando-se aos estudos botânicos.
Participou nos motins de 1831 contra o Governo Pontifício, sendo obrigado a exilar-se na Córsega. Dali partiu para Marselha com alguns partidários de Giuseppe Mazzini e após uma breve estadia na Toscana (1832-1835) regressou a França, onde se fixou em Montpellier, atraído pela biblioteca e e jardim botânico da cidade, a que se juntava a fama de Felix Dunal e Alire Raffenau Dalile. 
Por sugestão de Felix Dunal empreendeu o estudo da flora dos Pirenéus, região que visitou em 1836, durante a sua primeira excursão de exploração científica àquela região europeia. Entre 1845 e 1861 percorreu por diversas vezes a região dos Pirenéus e Pré-Pirenéus, e várias zonas da região de Aragão, herborizando a flora. Dessas recolhas resultou a publicação da obra póstuma Flora Pyrenaea (1897-1901), em latim. Esta obra inclui todas as suas descobertas nessa cordilheira e no País Basco. Para além da componente florística, a obra inclui as penalidades sofridas em tempos de guerra e a miséria por que passou, somadas àquelas derivadas de ser estrangeiro, sendo acusadas de espionagem. É de consulta complicada dada a heterodoxia da sua nomenclatura botânica e da toponímia, mas há muita qualidade e rigor de suas anotações florísticas.
Nos anos de 1845 e de 1846, as fortes divergências que surgiram com alguns partidários de Mazzini criaram ressentimentos e ostracismo por parte dos grupos militantes leais àquele líder político. Desapontado com a acção política, em 1847 retornou à Itália, com as suas caixas de plantas herborizadas e os manuscritos sobre a flora dos Pirenéus, graças à amnistia concedida por ocasião da eleição para o trono papal de Pio IX. Nos anos seguintes manteve-se deliberadamente distante da cena política, postura que adoptou até aos eventos de 1859 que levaram à Segunda Guerra da Independência Italiana. Decepcionado, no entanto, com as implicações dos acontecimentos, voltou a dedicar-se aos estudos botânicos e viagens científicas nos Pirenéus (1850 a 1858), na Catalunha (1860 a 1861), em Toulouse (1839), em Barcelona e em Paris (1861 a 1862).
Terminou sua carreira como académico e político em Bagnacavallo, a sua cidade natal, onde se aposentou para reorganizar e catalogar todo o material colectado, sem deixar de participar da vida política da cidade, aceitando o cargo de vereador (1863 a 1865). 
Publicou "Flora virgiliana" (Bolonha, Tipografia Mareggiani, 1869), "Dodecanthea" (Florença, Società typografica, 1850), "Dunalia" (Imola, Tipografia Galeati, 1878). O trabalho póstumo, mas cientificamente mais importante, é "Flora pyrenaea" (Milão, Hoepli, 1897-1901), o resultado de quarenta anos de pesquisa, estudo, revisão e transcrição.
Na Biblioteca Comunale di Bagnacavallo existe o núcleo documental denominado Fondo Pietro Bubani. Outros documentos pessoais e correspondência do estudioso são conservados  na Biblioteca Comunale dell'Archiginnasio e no Museo del Risorgimento di Bologna.
Entre os seus aportes botânicos destacam-se a descrição das espécies Borderea pyrenaica, Veronica aragonensis e Odontites pyrenaea. 

## Obras publicadas
Entre outras, Pietro Bubani é autor das seguintes obras:
- Flora Virgiliana (Bologna, Tipografia Mareggiani, 1869)
- Dodecanthea (Firenze, Società tipografica, 1850)
- Dunalia (Imola, Tipografia Galeati, 1878)
- Flora Pyrenaea (1897-1901),  obra póstuma.